# 永憙
永憙（えいき）は、後漢の沖帝劉炳の治世に行われた元号。145年。
一説に永嘉とされたが、清代の銭大昕や恵棟により永憙であることが考証された。また永熹と誤写されている場合もある。

## 出来事
- 元年1月：沖帝崩御。質帝劉纘が即位。8歳の幼帝であるため、引き続き梁太后が朝に臨む。

## 西暦・干支との対照表
| 永憙 | 元年  |
| 西暦 | 145年 |
| 干支 | 乙酉  |